# Montoulieu-Saint-Bernard
Montoulieu-Saint-Bernard (em occitano:  Montoliu de Sent Bernat) é uma comuna francesa na região administrativa da Occitânia, no departamento do Alto Garona. Estende-se por uma área de 4.83 km², com 213 habitantes, segundo o censo de 2018, com uma densidade de 44 hab/km².